# Una pelliccia di visone
Una pelliccia di visone è un film del 1956 diretto da Glauco Pellegrini.

## Trama
Roma. Franco e Gabriella, novelli sposi costretti a vivere presso la famiglia di lei per problemi economici, risparmiano su tutto per poter comprare un piccolo appartamento. Inaspettatamente, Franco vince alla lotteria natalizia aziendale una pelliccia di visone, che intendono vendere subito per poter versare una caparra per una casa popolare di loro gradimento: ma Gabriella, condizionata dalla bellezza della pelliccia e ancor di più dal simbolo di elevazione sociale che essa rappresenta, finisce per rinviare la vendita giorno dopo giorno, e per sfoggiare il prezioso accessorio nel maggior numero di occasioni possibile.
Sempre il possesso della pelliccia lascia intravedere alla ragazza un mondo di lussi e benessere da cui fin allora non era stata minimamente attratta: immaginando di far effettivamente parte dell'alta società, Gabriella si mostra prima sdegnosa nei confronti della casa popolare a cui i due erano interessati, esigendo di farsi mostrare dall'ingegnere che avevano contattato un lussuoso attico in una zona residenziale; poi accetta di buon grado un invito di Panetti, il datore di lavoro di Franco, per passare la notte di Capodanno con loro. L'ultimo dell'anno Franco è in difficoltà perché non riesce a procurarsi uno smoking all'altezza dell'occasione, quindi Gabriella si presenta da sola al veglione, dove stringe una fugace amicizia con Luisa, disinibita signora della "Roma bene", e conosce per la prima volta da vicino i lussi ma anche i vizi e le meschinità dell'ambiente.
Il giorno seguente, dopo aver smaltito una sbornia, Gabriella riflette sull'inconsistenza di quel mondo privo di attrattive per lei, e ammette di essersi comportata in modo inadeguato. La pelliccia quindi viene venduta, non senza che la petulante nonna di Gabriella si sia levata la soddisfazione di sfoggiarla anche lei per alcuni minuti. Gabriella torna al suo lavoro di commessa ai grandi magazzini, e lei e Franco tornano dall'ingegner Frangipane nuovamente interessati alla casa popolare in borgata. L'ingegnere è costretto a fare ottime condizioni di acquisto ai due giovani, dato che Gabriella gli lascia intendere che potrebbe rivelare al marito le proposte indecenti che Frangipane stesso le aveva fatto la notte di Capodanno.

## Incassi
Incasso accertato a tutto il 31 marzo 1959 100 161 667 lire.

## Home Video
Il film è stato pubblicato per la prima volta in DVD nel 2008 dalla Ripley's Home Video.